# M. Scott Carpenter
Malcolm Scott Carpenter, född 1 maj 1925 i Boulder, Colorado, död 10 oktober 2013 i Denver, Colorado, var en av de första amerikanska astronautkandidaterna. Han blev uttagen i astronautgrupp 1 den 9 april 1959 inför Mercuryprogrammet. Av alla astronauter från USA är Carpenter den som har minst flygtid i rymden. 

## Familjeliv
Carpenter har varit gift 3 gånger och har 8 barn med de tre fruarna. Med första frun Rene Loise Price har han barnen Marc Scott, Robyn Jay, Kristen Elaine, Candace Noxon och Timothy. Med andra frun Maria Roach har han barnen Matthew Scott och Nicholas Andre. Med tredje frun Barbara Curtin har han sonen Zachary Scott som föddes så sent som 20 november 1989 när äldste sonen Marc Scott var 9 dagar från sin 40-årsdag.

## Karriär
Carpenter lämnade astronautkåren 10 augusti 1967.

## Rymdfärder
Carpenter gjorde bara en rymdfärd.

### Mercury 7
Carpenter var den fjärde ur astronautgrupp 1 som fick genomföra en rymdflygning och den andra amerikan att göra minst ett varv runt jorden. Han flög med färden Mercury 7 3 varv runt jorden och färden varade nästan fem timmar. Detta blev Carpenters enda rymdflygning. Flygningen avslutades med splashdown i Atlanten ca 1600 km sydöst om Cape Canaveral varifrån han sköts upp. 
Carpenter var backup för Mercury 6. 

## Rymdfärdsstatistik
| Färd      | Datum       | Tid     | EVA     |
| --------- | ----------- | ------- | ------- |
| Mercury 7 | 24 maj 1962 | 4:56:05 | 0:00:00 |
| Totalt    | Totalt      | 4:56:05 | 0:00:00 |